# Амињи Руј
Амињи Руј (фр. Amigny-Rouy) насеље је и општина у североисточној Француској у региону Пикардија, у департману Ен (Пикардија) која припада префектури Лаон.
По подацима из 2011. године у општини је живело 739 становника, а густина насељености је износила 56,5 становника/km². Општина се простире на површини од 13,08 km². Налази се на средњој надморској висини од 100 метара (максималној 147 m, а минималној 44 m).

## Демографија
| 1962. | 1968. | 1975. | 1982. | 1990. | 1999. | 2011. |
| ----- | ----- | ----- | ----- | ----- | ----- | ----- |
| 504   | 546   | 515   | 622   | 693   | 626   | 739   |

График промене броја становника у току последњих година